# Irene Schaschl-Schuster
Irene Schaschl-Schuster, bekannt als Reni Schaschl (* 26. April 1895 in Pula (Istrien), Österreich-Ungarn; † 28. Mai 1979 in Wien) war eine österreichische Kunsthandwerkerin, Grafikerin, Textildesignerin, Glaskünstlerin, Keramikerin und Mitglied der Künstlergemeinschaft der Wiener Werkstätte.

## Leben und Werk
Irene Schaschl wurde als Tochter eines Oberingenieurs in Pula geboren. Nach Abschluss der schulischen Ausbildung an einer öffentlichen Mädchenschule begann Reni Schaschl 1912 ein Studium an der Kunstgewerbeschule Wien. Zu ihren Lehrern zählten der Maler Adolf Boehm und der Architekt Oskar Strnad. 1914 wechselte sie in die Klasse von Eduard Leisching und Rudolf von Larisch, um die Fächer Kultur- und Kunstgeschichte sowie Typografie und Heraldik zu belegen. Sie setzte im folgenden Jahr ihre Studien bei Josef Hoffmann in Architektur fort. Im letzten Studienjahr an der Kunstgewerbeschule fertigte sie zahlreiche Entwürfe für Stoffe und Keramiken an und arbeitete an Otto Lendeckes Zeitschrift Die Damenwelt sowie an den Mappenwerken Die Mode (1914/15) und Das Leben einer Dame (1916) mit.
Nach dem Studienabschluss arbeitete Reni Schaschl als Künstlerin in der Künstlerwerkstätte in der Wiener Döblergasse 4 und fertigte Entwürfe für Stoffe, Spitzen, Leder- und Elfenbeinarbeiten, Serienkeramiken, Gläser, Gebrauchsgrafik, Spanschachteln und Christbaumschmuck, die seit 1917 über die Wiener Werkstätte vertrieben wurden. Sie entwickelte sich neben Vally Wiesenthier zu einer der produktivsten Keramikerinnen der Wiener Werkstätte. Allein im Musterbuch von November 1920 bis Juni 1921 sind 54 Entwürfe von Reni Schaschl für Originalkeramiken dokumentiert. Sie perfektionierte ihre Handwerkstechnik und fertigte auch keramische Großfiguren (Entwurfsnummer K688) bis 71 Zentimeter Höhe an. 1918 wurde sie von Josef Hoffmann beauftragt, gemeinsam mit Hilda Jesser und Felice Rix die Wand- und Deckengestaltung der neuen Verkaufsfiliale der Wiener Werkstätten in der Kärntner Straße 32 zu übernehmen.
Reni Schaschl nahm mit ihren Entwürfen für Gläser, Keramik und Stoffen an zahlreichen nationalen und internationalen Ausstellungen teil. Ihre Werke wurden u. a. 1915 auf der Wiener Modeausstellung, 1920 auf der Kunstschau der Wiener Werkstätte, 1922 bei der Deutschen Gewerbeschau München, 1927 auf der Kunstgewerbeschau in Den Haag sowie bei Ausstellungen der Wiener Frauenkunst gezeigt. Sie war Mitglied des Österreichischen Werkbundes.
Am 9. August 1921 heiratete sie Franz Xaver Josef Schuster. Nach ihrer Hochzeit trat sie vermutlich aus der Keramikwerkstatt aus und war nur noch vereinzelt mit Objekten auf Kunstgewerbeausstellungen vertreten.
Ihre Entwürfe und Objekte werden heute in Glas-, Porzellan- und Designmuseen im In- und Ausland gezeigt, u. a. im Leopold-Museum, im Museum für angewandte Kunst Wien, im Grassi Museum, im Rijksmuseum, im Cooper Hewitt Museum, im Los Angeles County Museum of Art und im Auckland War Memorial Museum.

## Werke (Auswahl)
- Troja, Ilus, Gitterblume, Strohröschen, Zaunkönig, Cäsar, Seidenstoff, Alpenländische Druckfabrik (1912–17)
- Iselberg, Seidenstoff, Finckh & Co. Albouts, Krefeld (1912–17)
- Malve, Luftschloss, Tropenblume, Wurzelsepp, Fingerhut, Gustav Ziegler (1916–18)
- Der Einkauf, Tafel 9, Grafik (1914–1915)
- Kriegsgläser mit Emailmalerei (1917)
- Tanz zu Dreien, Scherenschnitt (1918)
- Reiter, Keramik, Wiener Werkstätte (1918)
- Neue Hüte. Modeabteilung der Wiener Werkstätte Palais Esterhazy 1. Kärntnerstrasse 41, Werbeanzeige der Wiener Werkstätte (1918)
- Zirkuspferd, Keramik, Wiener Werkstätte (1917–19)
- Mädchen mit Blumen, Keramik, Wiener Werkstätte (1917–19)
- Mädchenkopf, Keramik, Wiener Werkstätte (1919)
- Unschuld, Seidenstoff, Wiener Werkstätte (1920–21)
- Schalentäger (Holländer Salzweibchen und Salzmännchen), Keramik, Wiener Werkstätte (um 1919)
- Vase mit Opakemailmalerei mit Motiven von männlichen und weiblichen Figuren unter den Bäumen tanzend, Fachschule Haida (um 1919)
- Nock, Siena, Seidenstoff, Wiener Werkstätte (1920–21)
- Der Spaziergang, Keramik, Wiener Werkstätte (1921)
- Stehendes Mädchen mit Blumenstrauss, Keramik, Wiener Werkstätte (1921)
- Mädchenfiguren: Die Vier Elemente, Keramik, Wiener Werkstätte (um 1921)
- Stehende Dame, Keramik, Wiener Werkstätte (um 1921)